# Pędzliczek zielonawy
Pędzliczek zielonawy (Syntrichia virescens (De Not.) Ochyra) – gatunek mchu należący do rodziny płoniwowatych (Pottiaceae Schimp.).

## Systematyka i nazewnictwo
Synonimy: Barbula pulvinata Jur., Barbula ruralis var. virescens (De Not.) Bertol., Syntrichia pulvinata (Jur.) Jur.

## Ochrona
Od 2004 roku pędzliczek zielonawy jest objęty w Polsce ochroną gatunkową, początkowo ścisłą, a od 2014 r. częściową.